# Паволоцько-Зарічанська сільська рада
Паволоцько-Зарічанська сільська рада — колишня адміністративно-територіальна одиниця та орган місцевого самоврядування у Попільнянському районі Київської та Житомирської областей Української РСР з адміністративним центром у селі Паволоч.

## Населені пункти
Сільській раді на час ліквідації були підпорядковані населені пункти:
- с. Паволоч
- х. Брідок

## Історія та адміністративний устрій
Створена 20 червня 1933 року, відповідно до постанови Київського облвиконкому «Про утворення в с. Паволоч Попільнянського району додаткової сільради», з частин Басарабія, Заріччя та Ксьондзівка с. Паволоч Паволоцької сільської ради Попільнянського району Київської області.
Станом на 1 вересня 1946 року сільська рада входила до складу Попільнянського району Житомирської області, на обліку в раді перебували с. Паволоч та хутір Брідок.
Ліквідована 11 серпня 1954 року, відповідно до указу Президії Верховної ради Української РСР «Про укрупнення сільських рад по Житомирській області», територію та населені пункти ради приєднано до складу Паволоцької сільської ради Попільнянського району Житомирської області.